# Angora Lakes
De Angora Lakes zijn twee kleine zoetwaterbergmeren in de Sierra Nevada in de Amerikaanse staat Californië, in El Dorado County. De meren liggen in het bekken van Lake Tahoe, zo'n 370 meter boven Fallen Leaf Lake en Lake Tahoe zelf, het grootste bergmeer van de Verenigde Staten. Ze bevinden zich ten zuiden van Fallen Leaf Lake en ten noorden van Upper en Lower Echo Lake. Ten zuidwesten van de meren ligt de bergtop Echo Peak (2712 m).
Aan het meest zuidelijke meer is een klein toeristisch oord voor verblijfs- en dagtoeristen. Het resort is bereikbaar vanuit South Lake Tahoe/Meyers via een landweg.
In juni 2007 brak ten oosten van de meertjes een natuurbrand uit, de Angora Fire. Op een week tijd vernielde de brand 12,5 km² land en meer dan 300 bouwwerken, voornamelijk in de buitenwijken van Meyers.